# 맨체스터 유나이티드 WFC
맨체스터 유나이티드 WFC(영어: Manchester United Women Football Club)는 잉글랜드의 맨체스터를 연고로 하는 여자 축구 클럽이다. 2018년에 맨체스터 유나이티드 FC 산하 여성팀으로 설립되었으며, 현재 잉글랜드의 여자 축구 1부 리그인 FA 여자 슈퍼리그에 참가하고 있다.

## 역사
맨체스터 유나이티드 FC는 2001년에 여자 축구단 운영 계약을 체결했지만 2005년에 여자 축구 아카데미 운영에만 집중하겠다는 의사를 표명하면서 여자 축구단을 해체시켰다. 이에 따라 맨체스터 유나이티드 재단(Manchester United Foundation)이 센터 오브 엑셀런스(Centre of Excellence) 여자 축구 아카데미를 운영했다.
2018년 3월에 맨체스터 유나이티드 FC가 여자 축구단 창단 의사를 표명하면서 2018년 5월 28일에 맨체스터 유나이티드 WFC가 정식 창단되었다. 2018년 6월에는 케이시 스토니가 맨체스터 유나이티드 WFC의 감독으로 임명되었고 2018년 7월에는 맨체스터 유나이티드 WFC 소속 선수 21명에 관한 명단이 공개되었다. 맨체스터 유나이티드 WFC는 2018-19 FA 여자 챔피언십 시즌에서 1위를 차지하면서 FA 여자 슈퍼리그로 승격되는 영예를 안았다.

## 역대 감독
| 감독          | 임기   |
| ------------- | ------ |
| 케이시 스토니 | 2018 ~ |